# Hémonstoir
Hémonstoir (bret. Henvoustoer) – miejscowość i gmina we Francji, w regionie Bretania, w departamencie Côtes-d’Armor.
Według danych na rok 1990 gminę zamieszkiwało 671 osób, a gęstość zaludnienia wynosiła 48 osób/km² (wśród 1269 gmin Bretanii Hémonstoir plasuje się na 735. miejscu pod względem liczby ludności, natomiast pod względem powierzchni na miejscu 703.).